# Coronel Seguí
Coronel Seguí es una localidad rural del partido de Alberti, provincia de Buenos Aires, Argentina.

## Población
Cuenta con 146 habitantes (Indec, 2010), lo que representa un leve descenso del 1,5% frente a los 148 habitantes (Indec, 2001) del censo anterior.
| Gráfica de evolución demográfica de Coronel Seguí entre 1991 y 2010 |
|                                                                     |
| Fuente: Censos nacionales del INDEC                                 |

## Servicios
Cuenta con una escuela primaria, un club social llamado Club Independiente, una iglesia católica, una biblioteca, una planta de reciclado, servicios de agua corriente, luz y fibra óptica.
Limita con Coronel Mom, Chacabuco, Alberti y Warnes. Cuenta con una estación ferroviaria, que fue inaugurada por el Ferrocarril del Oeste, sin operaciones desde hace décadas.